# Tornike Okriasjvili
Tornike Okriasjvili (Georgisch: თორნიკე ოქრიაშვილი) (Roestavi, 12 februari 1992) is een Georgisch voetballer die als aanvallende middenvelder speelt. Hij speelt sinds de zomer van 2021 bij APOEL Nicosia.

## Carrière

### FK Gagra
In het seizoen 2009-2010 kwam hij voor het eerst bij de A-kern van FK Gagra dat hem had weggeplukt uit de jeugd van Olimpi. Een seizoen daarvoor had hij ook al zijn officieel debuut gemaakt voor de club. Zijn eerste goal maakte hij op 14 mei 2010 in de wedstrijd tegen Spartaki Tschinvali. Hij zou dat seizoen uiteindelijk aan 22 wedstrijden komen waarin hij 1 doelpunt scoorde.

### Shakhtar Donetsk
In 2010 werd hij uitgeleend aan de Oekraïense topclub FC Shakhtar Donetsk waar hij zich mocht tonen bij het tweede elftal van de club. Hij speelde hier 13 wedstrijden waarin hij 3 doelpunten scoorde. Door zijn goede prestaties kreeg hij een definitief contract waarna hij meteen werd uitgeleend aan eersteklasser Illitsjivets Marioepol. Deze uitleenbeurt zou uiteindelijk 3,5 seizoenen duren waarin hij in 57 wedstrijden aan 5 goals kwam. In de winterstop van het seizoen 2013-2014 werd bekend dat hij uitgeleend werd aan Tsjornomorets Odessa. In dit half jaar kwam hij aan 10 wedstrijden en 3 goals.

### KRC Genk
Op 28 juli 2014 tekende hij een contract voor 3 jaar met 2 jaar optie bij de Belgische ploeg KRC Genk. Okriasjvili zal er met rugnummer 49 spelen. Op 22 augustus 2014 scoorde hij zijn eerste goal voor de club tegen AA Gent, het was tevens de winning goal in deze wedstrijd.

## Statistieken
| seizoen | club                     | land     | competitie         | wed. | goals |
| ------- | ------------------------ | -------- | ------------------ | ---- | ----- |
| 2008/09 | FK Gagra                 | Georgië  | Oemaghlesi Liga    | 1    | 0     |
| 2009/10 | FK Gagra                 | Georgië  | Oemaghlesi Liga    | 22   | 1     |
| 2010/11 | → Illitsjivets Marioepol | Oekraïne | Vysjtsja Liha      | 10   | 0     |
| 2011/12 | → Illitsjivets Marioepol | Oekraïne | Vysjtsja Liha      | 9    | 0     |
| 2012/13 | → Illitsjivets Marioepol | Oekraïne | Vysjtsja Liha      | 28   | 4     |
| 2013/14 | → Illitsjivets Marioepol | Oekraïne | Vysjtsja Liha      | 10   | 0     |
| 2013/14 | → Tsjornomorets Odessa   | Oekraïne | Vysjtsja Liha      | 10   | 3     |
| 2014/15 | KRC Genk                 | België   | Jupiler Pro League | 23   | 2     |
| 2015/16 | KRC Genk                 | België   | Jupiler Pro League | 11   | 0     |
| 2015/16 | → Eskişehirspor          | Turkije  | Süper Lig          | 12   | 2     |
| 2016/17 | FK Krasnodar             | Rusland  | Premier Liga       | 11   | 1     |
| 2017/18 | FK Krasnodar             | Rusland  | Premier Liga       | 3    | 1     |
| 2018/19 | FK Krasnodar             | Rusland  | Premier Liga       | 2    | 0     |
| 2019/20 | Anorthosis Famagusta     | Cyprus   | A Divizion         | 14   | 3     |
| 2020/21 | Anorthosis Famagusta     | Cyprus   | A Divizion         | 8    | 4     |
| Totaal  | Totaal                   | Totaal   | Totaal             | 174  | 21    |

## Interlandcarrière
Van 2009 tot 2010 speelde Okriasjvili vijf wedstrijden waarin hij drie keer scoorde voor de U19 van Georgië en van 2009 tot 2012 speelde hij vijftien wedstrijden waarin hij twee goals maakte voor de U21 van zijn land. Op 17 november 2010 maakte hij zijn debuut voor de nationale A-ploeg van Georgië in de oefeninterland tegen Slovenië. Hij mocht hier na 62 minuten invallen voor Nikoloz Gelashvili. Hij scoorde sindsdien onder meer in de interlands tegen Wit-Rusland en Saoedi-Arabië.
1 Uzoho ·
2 Karo ·
3 Vinícius ·
4 Santos ·
5 Souza ·
6 Daoesjvili ·
7 Efrem ·
8 Lundemo ·
9 Maglica ·
10 De Vincenti ·
11 Kvilitaia ·
16 Katsantonis ·
17 Okriasjvili ·
18 Satsias ·
19 Hani ·
21 Theodorou ·
25 Gavriel ·
27 Chebake ·
29 Byrne ·
33 Diawara ·
35 Polykarpou ·
36 Zabala ·
42 Wheeler ·
74 Georgiou ·
75 Tsilingiris ·
76 Vrontis ·
77 Ndongala ·
78 Tsoutsouki ·
80 Hadjigavriel ·
88 Kittos ·
89 Koutsakos ·
90 Savić ·
93 Michael ·
99 Danilo ·
Coach: Poursaitidis